# Yvetta Simonová
Yvetta Simonová, rozená Roubalová (* 4. listopadu 1928 Český Brod), je česká zpěvačka. Jedná se o stálici české populární hudby, která začala nejprve zpívat jako operetní a muzikálová zpěvačka v bratislavské operetě a posléze i v Hudebním divadle v Karlíně. Teprve později se z ní stala zpěvačka populárních písní.

## Život
Pochází z dobře situované úřednické rodiny. Jako dítě se věnovala baletu a hře na klavír. Po vystudování obchodní školy studovala soukromě hudbu a zpěv. Svoji uměleckou dráhu zahájila jako operetní a muzikálová zpěvačka v Bratislavě. Poprvé se provdala za manažera Lucerny Františka Spurného. Příjmení Spurná jí na Simonová změnil Jan Werich. Jejími dalšími životními partnery byli hudební skladatel Jaromír Vomáčka a dirigent Karel Vlach. Později začala spolupracovat s tanečními orchestry Zdeňka Bartáka a J. Procházky. Od roku 1958 spolupracuje s Orchestrem Karla Vlacha coby jeho hlavní pěvecká hvězda. Za svůj život nazpívala přes 500 písní, celou řadu z nich s dlouholetým kolegou zpěvákem Milanem Chladilem. V 60. letech 20. století zaznamenala značnou popularitu, umísťovala se na předních příčkách čtenářské ankety Zlatý slavík, kde byla na druhém místě v žebříčku popularity v letech 1962, 1964 a 1965. V té době také natočila množství dodnes známých písní, vystupovala velmi často v rozhlase i v televizi. Nazpívala i dvě písně do českého filmu Limonádový Joe aneb Koňská opera („Když v báru houstne dým“, „Whisky, to je moje gusto“). Je stále umělecky aktivní a doposud veřejně vystupuje.
V roce 2010 obdržela dodatečně Českého slavíka za rok 1962, kdy v tehdy ještě nedělené kategorii zpěváků a zpěvaček skončila druhá za Waldemarem Matuškou. Od roku 1984 je držitelkou titulu zasloužilá umělkyně za vynikající zásluhy o československou populární hudbu. Dne 28. října 2017 převzala z rukou českého prezidenta Miloše Zemana medaili Za zásluhy.
V roce 2023 byla v den svých 95. narozenin zapsána do České knihy rekordů jako zpěvačka s nejdelší kariérou (kariéra trvá 80 let).

## Citát
Za svobodna se jmenovala Yvetta Roubalová a zpívala i ve skupině Lištičky, které vystupovaly za éry Jardy Maliny také v kavárně Vltava. Ovšem později se z ní stala skvělá sólistka. Pamatuji se, že už po skončení druhé světové války vystupovala na velké estrádě ve Velkém sále Lucerny. Tam zpívala písničky Karla Hašlera. Potom chodila na hodiny zpěvu ke stejnému profesorovi jako já. Pan profesor její nadání dále rozvíjel a ona si udělala obrovské jméno, stávala se hvězdou.
Standa Procházka: Úsměvy i vrásky Standy Procházky, s. 152

## Nejznámější písničky (výběr)
- „Bílý měsíc“
- „Butterfly“
- „Co s načatým večerem“
- „Desatero lučních květů“
- „Děti z Pirea“
- „Heřmánek“
- „Hřej mě“
- „Chviličku spát“
- „Já jsem zamilovaná“
- „Když v báru houstne dým“
- „Letkis“
- „Malá černá kočička“
- „Moje srdce housle jsou“
- „Na sedm strun přijď mi hrát“
- "Na voru z bambusu"
- „Pantoflíčky“
- „Plují lodi do Triany“
- „Pohádka o konvalinkách“
- „Romantická“
- „Romeo (Salome)“
- „Santa Maria“
- „Šel chlapeček na procházku“
- „Whisky, to je moje gusto“
- „Zhasněte lampióny“

## Dueta s Milanem Chladilem (výběr)
- „Amo, Amare“
- „Amore, Amore“
- „Bílá pláž“
- „Dáme si do bytu“ (1959)
- „Děti z Pirea“
- „K Vám jdem k Vám“
- „Kde je Tvůj pláč“
- „Když jarní vánek začal vát“
- „Končí bál“
- „Krásný román“
- „Kulatý svět“
- „Marijána“
- „My dva a čas“
- „Nám to nevadí“
- „O nás dvou“
- „Pár snů“
- „Pražské mosty“
- „Příběh naší lásky“
- „Santa Anna Maria“
- „Sentimentální“
- „Sladké hlouposti“
- „Teď už je ráno“
- „Ty jsi má láska“
- „Už se zvolna stmívá“
- „V pravou chvíli“
- „Vánoce pro dva“
- „Ven“

## Diskografie

### Gramodesky
- Malá černá kočička – Yvetta Simonová / Všechno jsem jí napsal – Jiří Vašíček – Supraphon, SP
- Tys to hochu všechno spískal – Yvetta Simonová / Kdo chce lásku dát – Milan Chladil – Supraphon, SP
- Přijď k nám Dolly – Milan Chladil / Zavři oči – Yvetta Simonová – Supraphon, SP
- Amore, amore – Milan Chladil, Yvetta Simonová / Pražská děvčata – Waldemar Matuška – Supraphon, SP
- Na slunci já chci žít – Yvetta Simonová / Kufr iluzí – Yvetta Simonová – Supraphon, SP
- Romeo – Yvetta Simonová / Mně se stýská – Yvetta Simonová – Supraphon, SP
- 1963 Páni rodičové – Jana Petrů, Pod oknem – Y. Simonová / Tři panenky – Y. Simonová, Proč ho mám ráda – Yvetta Simonová – Supraphon, SP (s orchestrem Karla Vlacha)
- 1966 Ačkoli – Yvetta Simonová a Milan Chladil / Polibek visí na vlásku – Judita Čeřovská – Supraphon, SP
- 1966 Pohádka o konvalinkách – Yvetta Simonová a Milan Chladil / Tichý kout – Josef Zíma – Supraphon, SP
- 1969 Ať hudba dále zní – Supraphon
- 1970 Můj sen – Yvetta Simonová / Houslista – Yvetta Simonová – Supraphon, SP

### CD
- 1991 O nás dvou – Supraphon
- Já jsem zamilovaná – FR centrum
- 1995 Romeo, mně se stýská – Sony / Bonton
- 1995 Já jsem zamilovaná – Sony Music / Bonton 20× Yvetta Simonová (edice 20×)
- 1998 Hity Yvetty Simonové – Český rozhlas
- 1999 Já jsem zamilovaná – Sony Music / Bonton 20× Yvetta Simonová podruhé (reedice z roku 1995, edice 20×)
- 1999 20× / Romeo, mně se stýská – Bonton
- 2000 Simonová Yvetta – Areca Music (edice Portréty českých hvězd)
- 2002 Noty z filmů – FR centrum
- 2008 Dárek na památku – Supraphon Music SU 5901-2, 2 CD[4]

### Alba s Milanem Chladilem
- 1966 Pohádka o konvalinkách – Yvetta Simonová a Milan Chladil / Tichý kout – Josef Zíma – Supraphon, SP
- 1966 O nás dvou – Supraphon
- 1970 O nás dvou – Supraphon (CD 1990)
- 1971 My dva a čas – Supraphon
- 1977 K vám jdem, k vám – Supraphon
- 1983 Kulatý svět
- 1987 My dva … – Supraphon
- 1988 My dva – Supraphon
- 1990 O nás dvou – Supraphon (LP 1970)
- 1991 O nás dvou – Supraphon
- 1996 My dva a čas – Sony Music / Bonton
- 1998 Písničky z archívu – Za rok se vrátím – DJ World Plus
- 1998 20× Simonová, Chladil – Ty jsi má láska: podruhé – Sony Music Bonton
- 2000 My dva a čas – Saturn
- 2000 Kulatý svět – FR centrum
- 2001 Ty jsi má láska (písně „Ten kdo nemá rád“, „Jedna denně nestačí“ a „Jen ty a já“ – zpívají: S&Ch a Marie Rottrová, Jiří Štědroň, Marta a Tena Elefteriadu, Bob Frídl, Jana Robbová, Karel Hála
- 2005 Sladké hlouposti – Supraphon (2 CD)
- 2007 My dva a čas – FR centrum (DVD)
- 2011 Zlaté šlágry od A do Z – Československá Muzika (2 CD, 4 DVD)

### Kompilace
- Chtěl bych mít kapelu – Karel Vlach – Saturn – Y. Simonová (1,9,10,14), M. Chladil (12,17), Simonová & Chladil (6,8,16), Chladil & Vlasta Průchová (5)
- 1993 Hity 1960 – 02. Malá černá kočička / 06. Simonová & Chladil – Dáme si do bytu/16. Tys to hochu spískal/18. Simonová & Chladil – Ven
- 1993 Hity 1961 – 04. Zhasněte lampióny / 06. Simonová & Chladil – O nás dvou / 10. Šel chlapeček na procházku / 13. Romantická / 19. Já jsem zamilovaná
- 1992 Hity 1962 – 02. Náhodou / 05. Simonová & Chladil – Až na severní pól / 10. Dříve než rozkvete kvítí / 13. Simonová & Chladil – Děti z Pirea
- 1992 Hity 1963 – 05. Romeo / 09. Simonová & Chladil – Amore, Amore / 18. Simonová & Chladil -Sentimentální
- 1992 Hity 1964 – 19. Simonová & Chladil – Santa Anna Maria / 21. Volání divokých husí.
- 1992 Hity 1964 2 16. Simonová & Chladil – Kde je tvůj pláč
- 1992 Hity 1965 2 23. Když v baru houstne dým / 25. Což nevidíš mé zvlhlé rty / 29. Whisky to je moje gusto
- 1993 Hity 1966 – 15. Simonová & Chladil – Pohádka o konvalinkách / 08. Co s načatým večerem
- 1999 Český hit století 4 – Radioservis – 04. Sentimentální
- 2000 Nej, nej, nej… Poklady českého twistu – FR centrum
- 2000 Superhity století 1980–1989 2 – Universal Music – 08. „Kdo tě zná“
- 2000 Superhity století 1970–1979 2 – Universal Music – 13. „Ten příběh Váš“
- 2000 Superhity století 1960–1969 2 – Universal Music – 02. „Sladké hlouposti“
- 2001 Zlaté duety – Radioservis – 10. „Kulatý svět“
- 2001 Sto let české a slovenské písničky 3 – Bonton 2 CD – 05. „Dáme si do bytu“
- 2002 Kam zmizel ten starý song – Zdeněk Borovec – Supraphon – 02. „Sladké hlouposti“, 18. „My dva a čas“
- 2002 Noty z filmů – FR centrum
- 2002 Zlato české populární hudby 1 – Supraphon – 09. „Sladké hlouposti“
- 2004 Hitparáda 60. let – Supraphon (2 CD) – 03. „O nás dvou“, 24. „Dáme si do bytu“, 03. „Sladké hlouposti“
- 2006 Bílá orchidej: 20 písniček věčně populárních – Supraphon
- 2006 Už z hor zní zvon – Supraphon – 11. „Tichá noc“
- 2006 Písničky plné vzpomínek 2 – FR centrum
- 2007 Naše hity 5 – Supraphon – 02. Amore, Amore (Tic-ti,Tac-ta) – Yvetta Simonová, Milan Chladil
- 2007 Největší muzikálové hity – Popron Music – 13. „Píseň o životě“ (muzikál Babička) (2 CD)
- 2008 Hitparáda 60. let – Supraphon (1 CD) – 03. „O nás dvou“
- 2013 Zlatá kolekce